# スノーボードクロス

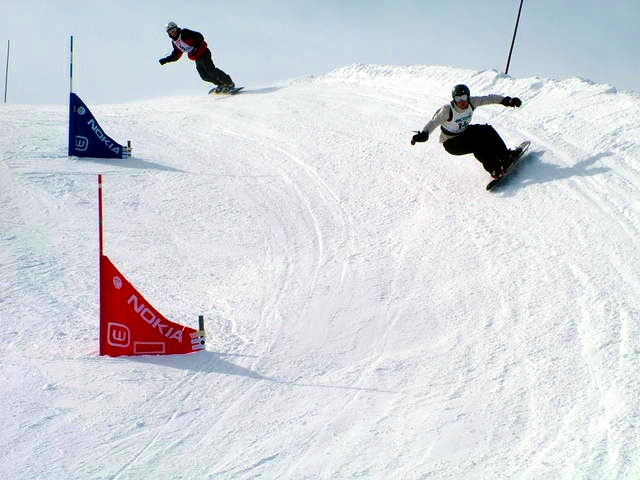
スノーボードクロス大会におけるスノーボード選手。

スノーボードクロス（Snowboardcross、略称:SX/SBX）は、スノーボードの競技のひとつで、複数の選手が「スタートゲート」に並び、同時にスタートし、起伏やカーブなどがあるコースを滑り下り、着順を競う競技。
オートバイのモトクロスに似ている事からこの名が付いた。自転車競技のフォークロスにも似ている。

## 概要
基本は複数人（一般的には4～6人）が同時にスタートし、同じコースを滑走し、着順を競い合う競技。ノックアウト形式で、勝ち残った者だけが次のステージに進む方式で大会が進行してゆく。なお予選では1人ずつ滑りタイムを競う場合もある。
トリノ五輪では、予選は1人ずつ2回滑り、良かった方のタイムで順位を決め、男子は上位32名、女子は上位16名が決勝トーナメント進出。決勝では予選の順位に応じて4人1組のグループに組み分けられ、同時に滑り上位2名が準決勝（semi final）、決勝（big final）へと進出。下位2名は順位決定戦（5-8位はsmall final、9位以下はclassification）にまわった。
選手は一般に「色分けされたビブ」を着用する。「番号表示のビブ」では着順の判定が難しいからである。選手の識別に関して、番号のビブを重ねて着る場合は、番号の入ったIDカードやステッカーを配布する場合などがある。
選手同士の接触がしばしば起きるので、プロ・アマを問わず、ヘルメットやプロテクター着用義務のルールがある。故意の妨害は反則となる。
複数人で競技し接触や転倒も多いので「雪上の格闘技」とも言われる。先行する選手や速く滑れる選手がそのまま勝つとは限らず、先行する選手が「圧倒的な勝利」を確信して、つい気を抜いて「楽な姿勢」をとったりするとミスも起きがちで、下位選手も一気に逆転勝利することがある。トリノ五輪女子決勝で、リンゼイ・ジャコベリスがゴール直前で転倒、金メダルを逃したのはその例である。先行する優秀な選手たちが、極限状態で張り合って衝突・転倒して、複数人まとめて最下位になり次のステージに進めず、かわりに、後方を諦めぎみに滑走していた下位選手たちがあっけなく逆転勝利するハプニングもしばしば起きるので、観客・視聴者もゴールの瞬間までハラハラ・ドキドキしながら楽しめる。

## 歴史
比較的新しい競技であり、もともとは「アルパイン競技者とフリースタイル競技者の双方が楽しめる競技を…」といった発想から生まれた、「障害物レース」的な競技である。
日本スノーボード協会では、1995-1996年シーズンから、プロスノーボーダーズ アソシエイション アジアでは、2000-2001年シーズンから正式種目となった。
2000年より「スノーボードクロス」の名称に統一されたが、それ以前は、「ボーダークロス」と呼ばれていた。日本では商標の関係で改名された経緯があり、PSA（旧ISF）の正式種目名が「Snowboardcross」、FISの正式種目名が「Snowboard Cross」であるが、海外では今でも一般的にはボーダークロス（Boardercross/Boarder X）と呼ばれている。
冬季オリンピックでは、2006年のトリノオリンピックから正式種目となった。

## コース
スロープビルダーと呼ばれるコース造成の技術者が、1000メートル前後のコース中に、セクションやオブスタクルと呼ばれるキッカーやウェーブ、バンクなど複数の構造物を設置し、旗門で規制する。これらセクションや旗門の位置によってコースの難易度が変わってくる。
スタートには「スタートゲート」が設置される。（黎明期や草大会ではゴムひもによるスタート合図なども見られた。）
バルドネッキアにつくられたトリノ五輪のコース（Slope 23）は約700メートル。